# Граматиково
Граматиково (болг. Граматиково) — село в Бургасской области Болгарии. Входит в состав общины Малко-Тырново. Находится примерно в 14 км к северо-востоку от центра города Малко-Тырново и примерно в 51 км к югу от центра города Бургас. По данным переписи населения 2011 года, в селе  проживало 382 человека.

## Население
| Год     | 1934 | 1946 | 1956 | 1965 | 1975 | 1985 | 1992 | 2001 | 2011 |
| ------- | ---- | ---- | ---- | ---- | ---- | ---- | ---- | ---- | ---- |
| Жителей | 1505 | 1606 | 1403 | 1506 | 1192 | 997  | 882  | 497  | 382  |

| Национальность | Человек | Процент |
| -------------- | ------- | ------- |
| болгары        | 319     | 84,39%  |
| цыгане         | 57      | 15,08%  |
| Всего ответов  | 378     |         |

|  |